# Scalmogomphus guizhouensis
Scalmogomphus guizhouensis – gatunek ważki z rodziny gadziogłówkowatych (Gomphidae).